# Europese kampioenschappen inlineskaten 2016
De Europese kampioenschappen inline-skaten 2016 werden van 24 tot en met 30 juli gehouden in Heerde en Steenwijk.
Het was de achtentwintigste editie van het Europees kampioenschap sinds de invoering van de inline-skates. Het EK op de baan vond van 24 t/m 26 juli plaats, het EK op de weg volgde op 28 en 29 juli en het kampioenschap werd afgesloten met een marathon op 30 juli. Tegelijk met het hoofdtoernooi (senioren) vonden ook de kampioenschappen plaats voor junioren-A (onder de 19) en junioren-B (onder de 17).

## Programma
Hieronder is het programma weergegeven voor dit toernooi.
| Piste             | Piste |
| Datum             | Onderdelen                                                                                                 |
| ----------------- | --- |
| Zondag 24 juli    | 300m Tijdrit (mannen en vrouwen) 10.000m Punten/-afvalkoers (mannen en vrouwen)                            |
| Maandag 25 juli   | 500m Sprint (mannen en vrouwen) 15.000m Afvalkoers (mannen en vrouwen)                                     |
| Dinsdag 26 juli   | 1000m Sprint (mannen en vrouwen) 3000m Aflossing (mannen en vrouwen)                                       |
| Weg               | |
| Datum             | Onderdelen                                                                                                 |
| Donderdag 28 juli | 100m Tijdrit (mannen en vrouwen) 20.0000m Afvalkoers (mannen en vrouwen)                                   |
| Vrijdag 29 juli   | Lap Sprint (mannen en vrouwen) 10.000m Puntenkoers (mannen en vrouwen) 5000m Aflossing (mannen en vrouwen) |
| Zaterdag 30 juli  | 42.195m Marathon (mannen en vrouwen)                                                                       |

## Medailleverdeling

### Mannen
| Piste                      | Piste             | Piste               | Piste             |
| Afstand                    | Goud ·            | Zilver ·            | Brons ·           |
| -------------------------- | ----------------- | ------------------- | ----------------- |
| 300m Tijdrit               | Simon Albrecht    | Gwendal Le Pivert   | Ronald Mulder     |
| 500m Sprint                | Gwendal Le Pivert | Simon Albrecht      | Ronald Mulder     |
| 1000m Sprint               | Gwendal Le Pivert | Bart Swings         | Kay Schipper      |
| 10.000m Punten-/afvalkoers | Fabio Francolini  | Ewen Fernandez      | Patxi Peula       |
| 15.000m Afvalkoers         | Stefano Mareschi  | Fabio Francolini    | Ewen Fernandez    |
| 3000m Aflossing            | Italië            | Frankrijk           | Nederland         |
| Weg                        |                   |                     |                   |
| Afstand                    | Goud ·            | Zilver ·            | Brons ·           |
| 100m Tijdrit               | Ioseba Fernandez  | Riccardo Passarotto | Simon Albrecht    |
| Lap Sprint                 | Simon Albrecht    | Ioseba Fernandez    | Gwendal Le Pivert |
| 10.000m Puntenkoers        | Ewen Fernandez    | Felix Rijhnen       | Crispijn Ariëns   |
| 20.000m Afvalkoers         | Bart Swings       | Riccardo Bugari     | Ewen Fernandez    |
| 5000m Aflossing            | Frankrijk         | Nederland           | Italië            |
|                            |                   |                     |                   |
| Marathon                   | Gary Hekman       | Bart Swings         | Patxi Peula       |

### Vrouwen
| Piste                      | Piste                  | Piste                  | Piste              |
| Afstand                    | Goud ·                 | Zilver ·               | Brons ·            |
| -------------------------- | ---------------------- | ---------------------- | ------------------ |
| 300m Tijdrit               | Sandrine Tas           | Stien Vanhoutte        | Laethisia Schimek  |
| 500m Sprint                | Laethisia Schimek      | Sheila Posada          | Erika Zanetti      |
| 1000m Sprint               | Francesca Lollobrigida | Mareike Thum           | Juliette Pouydebat |
| 10.000m Punten-/afvalkoers | Francesca Lollobrigida | Sandrine Tas           | Juliette Pouydebat |
| 15.000m Afvalkoers         | Sandrine Tas           | Mareike Thum           | Clemence Halbout   |
| 3000m Aflossing            | Italië                 | Duitsland              | Frankrijk          |
| Weg                        |                        |                        |                    |
| Afstand                    | Goud ·                 | Zilver ·               | Brons ·            |
| 100m Tijdrit               | Laethisia Schimek      | Vanessa Bittner        | Melissa Bellet     |
| Lap Sprint                 | Erika Zanetti          | Anke Vos               | Laethisia Schimek  |
| 10.000m Puntenkoers        | Francesca Lollobrigida | Sandrine Tas           | Irene Schouten     |
| 20.000m Afvalkoers         | Sandrine Tas           | Manon Kamminga         | Clemence Halbout   |
| 5000m Aflossing            | Nederland              | Italië                 | België             |
|                            |                        |                        |                    |
| Marathon                   | Katharina Rumpus       | Janita Willems-Crediet | Maelan Le Roux     |

### Medaillespiegel
Dit is de medaillespiegel van de wedstrijden van het hoofdtoernooi (senioren).
| Plaats | Land       | Goud | Zilver | Brons | Totaal |
| 1      | Italië     | 8    | 4      | 2     | 14     |
| 2      | Duitsland  | 5    | 5      | 3     | 13     |
| 3      | België     | 4    | 6      | 1     | 11     |
| 4      | Frankrijk  | 4    | 3      | 10    | 17     |
| 5      | Nederland  | 2    | 3      | 6     | 11     |
| 6      | Spanje     | 1    | 2      | 2     | 5      |
| 7      | Oostenrijk | 0    | 1      | 0     | 1      |
| Totaal | Totaal     | 24   | 24     | 24    | 72     |

Pico 1989 · 
Inzell 1990 · 
Pineto 1991 · 
Acireale 1992 · 
Valence d'Agen 1993 · 
Pamplona 1994 · 
Praia da Vitória 1995 · 
Saint-Brieuc 1996 · 
Roseto 1997 · 
Coulaines 1998 · 
Zandvoorde 1999 · 
Latina 2000 · 
Paços de Ferreira 2001 · 
Valence d'Agen 2002 · 
Padua 2003 · 
Heerde/Groningen 2004 · 
Juterborg 2005 · 
Cassano d'Adda 2006 · 
Oporto 2007 · 
Gera 2008 · 
Oostende 2009 · 
San Benedetto del Tronto 2010 ·
Heerde/Zwolle 2011 · 
Szeged 2012 · 
Almere 2013 · 
Geisingen 2014 · 
Wörgl/Innsbruck 2015 ·
Heerde/Steenwijk 2016 · 
Lagos 2017 · 
Oostende 2018 · 
Pamplona 2019 · 
Canelas 2021 · 
L'Aquila 2022 · 
Valence d'Agen 2023 · 
Oostende 2024